# GP van Duitsland MX3 2006
De Grote Prijs van Duitsland 2006 in de MX3-klasse motorcross werd gehouden op 21 mei 2006 op het circuit van Reutlingen. Het was de vijfde Grote Prijs van het wereldkampioenschap, en de eerste die niet door een KTM-rijder werd gewonnen. Het was de Zwitser Marc Ristori (Honda) die won dankzij een eerste en een derde plaats. WK-leider  Yves Demaria won de tweede reeks, maar behaalde slechts vier puntjes (zeventiende plaats) in de eerste reeks. Sven Breugelmans kon daar evenwel niet echt van profiteren en kon slechts drie puntjes van zijn achterstand op Demaria in de WK-tussenstand inhalen.

## Uitslag eerste reeks
| Plaats | Naam               | Land |
| ------ | ------------------ | ---- |
| 1      | Marc Ristori       | SUI  |
| 2      | Cristian Beggi     | ITA  |
| 3      | Enrico Oddenino    | ITA  |
| 4      | Michal Kadleček    | CZE  |
| 5      | Bader Manneh       | USA  |
| 6      | Jan Zaremba        | CZE  |
| 7      | Cristian Stevanini | ITA  |
| 8      | David Cadek        | CZE  |
| 9      | Michaël Staufer    | AUT  |
| 10     | Vincent Collet     | BEL  |

## Uitslag tweede reeks
| Plaats | Naam             | Land |
| ------ | ---------------- | ---- |
| 1      | Yves Demaria     | FRA  |
| 2      | Sven Breugelmans | BEL  |
| 3      | Marc Ristori     | SUI  |
| 4      | Martin Žerava    | CZE  |
| 5      | Cristian Beggi   | ITA  |
| 6      | David Cadek      | CZE  |
| 7      | Nenad Šipek      | CRO  |
| 8      | Enrico Oddenino  | ITA  |
| 9      | Sašo Kragelj     | SLO  |
| 10     | Michal Kadleček  | CZE  |

## Eindstand Grote Prijs
| Plaats | Naam             | Land | Punten |
| ------ | ---------------- | ---- | ------ |
| 1      | Marc Ristori     | SUI  | 45     |
| 2      | Cristian Beggi   | ITA  | 38     |
| 3      | Enrico Oddenino  | ITA  | 33     |
| 4      | Sven Breugelmans | BEL  | 32     |
| 5      | Yves Demaria     | FRA  | 29     |
| 6      | Michal Kadleček  | CZE  | 29     |
| 7      | David Cadek      | CZE  | 29     |
| 8      | Bader Manneh     | USA  | 24     |
| 9      | Jan Zaremba      | CZE  | 21     |
| 10     | Sašo Kragelj     | SLO  | 20     |

## Tussenstand wereldkampioenschap
| Plaats | Naam               | Land | Punten |
| ------ | ------------------ | ---- | ------ |
| 1      | Yves Demaria       | FRA  | 211    |
| 2      | Sven Breugelmans   | BEL  | 198    |
| 3      | Enrico Oddenino    | ITA  | 184    |
| 4      | Marc Ristori       | SUI  | 179    |
| 5      | Cristian Beggi     | ITA  | 142    |
| 6      | Sašo Kragelj       | SLO  | 117    |
| 7      | Daniele Bricca     | ITA  | 107    |
| 8      | Jan Zaremba        | CZE  | 85     |
| 9      | Nenad Šipek        | CRO  | 80     |
| 10     | Vincent Collet     | BEL  | 78     |
| 11     | David Cadek        | CZE  | 76     |
| 12     | Chirstophe Martin  | FRA  | 56     |
| 13     | Michaël Staufer    | AUT  | 55     |
| 14     | Bader Manneh       | USA  | 53     |
| 15     | Michal Kadleček    | CZE  | 52     |
| 16     | Martin Žerava      | CZE  | 52     |
| 17     | Julien Vanni       | FRA  | 35     |
| 18     | Felice Compagnone  | ITA  | 34     |
| 19     | Cristian Stevanini | ITA  | 34     |
| 20     | Fabio Ferrari      | ITA  | 28     |